# غليندا هال
غليندا هال (5 مايو 1964 - ) (بالإنجليزية: Glenda Hall)‏ هي لاعبة كريكت أسترالية. شاركت مع منتخب أستراليا الوطني للكريكت.

## وصلات خارجية
- غليندا هال على موقع إي آس بي آن كريك إنفو (الإنجليزية)